# 2. Floorball-Bundesliga 2011/12
Die Saison 2011/12 war die 8. Spielzeit der 2. Floorball-Bundesliga der Herren, welche aufgrund eines Sponsors in dieser Saison 2. MaXxPrint FBL hieß.

## Teilnehmende Mannschaften

### Teilnehmer Staffel Ost
- UHC Döbeln 06
- Black Lions Landsberg
- Saalebiber Halle
- ESV Ingolstadt
- Floorball Tigers Magdeburg
- UHC Sparkasse Weißenfels II
- SC DHfK Leipzig
- BA Tempelhof II

### Teilnehmer Staffel Nord/West
- TV Eiche Horn Bremen
- ASV Köln
- SSF Dragons Bonn
- TSV Neuwittenbek
- SG Mittelnkirchen/Stade
- Westfälischer Floorball Club aus Münster
- Floorball Butzbach
- SG Erlensee/Mainz
- SSC Hochdahl

## Hauptrunde
In der Staffel Ost spielten neun Mannschaften in einer Hin- und Rückrunde gegeneinander. In der Staffel Nord/West spielten im selben Modus acht Mannschaften.

### Staffel Ost
| Pl. | Verein                      | Sp. | S  | U | N  | SDS | SDN | Tore    | Diff. | Pkt. |
| --- | --------------------------- | --- | -- | - | -- | --- | --- | ------- | ----- | ---- |
| 01. | UHC Döbeln 06               | 14  | 13 | 0 | 1  | 1   | 0   | 156:500 | +106  | 38   |
| 02. | SC DHfK Leipzig (A)         | 14  | 12 | 0 | 2  | 0   | 1   | 88:36   | +052  | 37   |
| 03. | Saalebiber Halle            | 14  | 10 | 0 | 4  | 0   | 0   | 107:590 | +048  | 30   |
| 04. | UHC Sparkasse Weißenfels II | 14  | 7  | 0 | 7  | 0   | 0   | 113:105 | +08   | 21   |
| 05. | Black Lions Landsberg       | 14  | 6  | 0 | 8  | 0   | 0   | 81:99   | –018  | 18   |
| 06. | ESV Ingolstadt              | 14  | 3  | 1 | 10 | 0   | 1   | 059:119 | –060  | 11   |
| 07. | Floorball Tigers Magdeburg  | 14  | 2  | 1 | 11 | 0   | 0   | 052:106 | –054  | 7    |
| 08. | BA Tempelhof II             | 14  | 2  | 0 | 12 | 1   | 0   | 036:118 | –082  | 5    |

| Legende                             |
| ----------------------------------- |
| Teilnahme an den Playoffs           |
| Teilnahme an der Abstiegsrelegation |
| Abstieg in die Regionalliga         |
| (A) Absteiger                       |
| (N) Aufsteiger                      |

### Staffel Nord/West
| Pl. | Verein                       | Sp. | S  | U | N  | SDS | SDN | Tore    | Diff. | Pkt. |
| --- | ---------------------------- | --- | -- | - | -- | --- | --- | ------- | ----- | ---- |
| 01. | TV Eiche Horn Bremen         | 16  | 15 | 0 | 1  | 0   | 0   | 150:630 | +087  | 45   |
| 02. | SSF Dragons Bonn (A)         | 16  | 12 | 0 | 4  | 3   | 1   | 103:750 | +028  | 34   |
| 03. | ASV Köln                     | 16  | 11 | 0 | 5  | 1   | 1   | 111:760 | +035  | 33   |
| 04. | SG Mittelnkirchen/Stade      | 16  | 11 | 0 | 5  | 1   | 0   | 100:820 | +018  | 32   |
| 05. | TSV Neuwittenbek             | 16  | 9  | 0 | 7  | 0   | 0   | 105:810 | +024  | 27   |
| 06. | SV Floorball Butzbach 04     | 16  | 4  | 0 | 12 | 0   | 3   | 74:98   | –024  | 15   |
| 07. | SG Erlensee/Mainz            | 16  | 4  | 0 | 12 | 0   | 0   | 081:127 | –046  | 12   |
| 08. | Westfälischer Floorball Club | 16  | 4  | 0 | 12 | 0   | 0   | 060:125 | –065  | 12   |
| 09. | SSC Hochdahl                 | 16  | 2  | 0 | 14 | 1   | 1   | 049:106 | –057  | 6    |

| Legende                             |
| ----------------------------------- |
| Teilnahme an den Playoffs           |
| Teilnahme an der Abstiegsrelegation |
| Abstieg in die Regionalliga         |
| (A) Absteiger                       |
| (N) Aufsteiger                      |

## Play-offs
An den Play-offs nahmen jeweils die beiden auf den Positionen 1 und 2 platzierten Mannschaften der jeweiligen Mannschaften. Der zweitplatzierte aus der Staffel Ost trat dabei gegen den erstplatzierten aus der Staffel Nord/West und der erstplatzierte aus der Staffel Ost trat wiederum gegen den zweitplatzierten aus der Staffel Nord/West an. Am Ende konnten sich die SSF Dragons Bonn gegen den TV Eiche Horn Bremen durchsetzen und damit die Meisterschaft feiern. Den Aufstieg in die 1. Bundesliga zur nächsten Saison traten jedoch der UHC Döbeln 06 sowie der im Play-off-Finale unterlegene TV Eiche Horn an.
| Halbfinale | Halbfinale           | Halbfinale | Halbfinale | Halbfinale |  |     | Finale               | Finale | Finale | Finale | Finale |
|            |                      |            |            |            |  |     |                      |        |        |        |        |
| 2          | SC DHfK Leipzig      | 3          | 3          |            |  |     |                      |        |        |        |        |
| 1          | TV Eiche Horn Bremen | 6          | 5          |            |  | HF1 | TV Eiche Horn Bremen | 7      | 5      |        |        |
| 1          | UHC Döbeln 06        | 8          | 6          | 10         |  | HF2 | SSF Dragons Bonn     | 10     | 8      |        |        |
| 2          | SSF Dragons Bonn     | 9          | 10         | 8          |  |     |                      |        |        |        |        |